# جاستن جونز
جاستن جونز (بالإنجليزية: Justin Jones)‏ هو سياسي أمريكي، ولد في 19 نوفمبر 1974 في الولايات المتحدة. حزبياً، نشط في الحزب الديمقراطي.